# Pachtersoproer

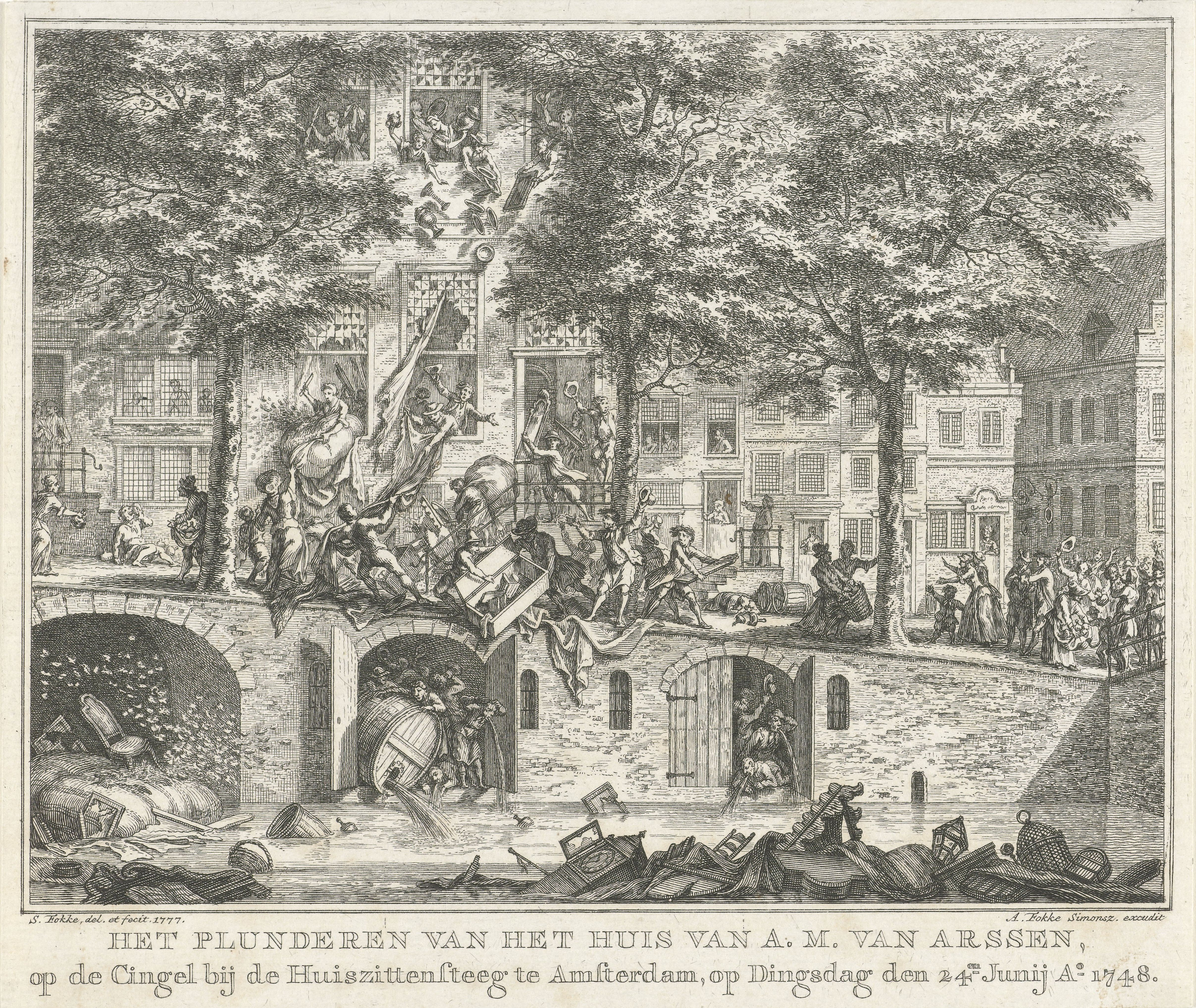
Het plunderen van het huis van A.M. van Arssen, op de Cingel bij de Huiszittensteeg te Amsterdam, op Dingsdag den 24en Junij A^{o} 1748.

Het pachtersoproer of boerenopstand (in Groningen ook wel Groninger Oproer genoemd) was een opstandige beweging in de achttiende eeuw. De oorsprong van het oproer ligt in de economische malaise in de jaren veertig van de achttiende eeuw. Daarbij was het systeem van de belastingpacht voor de plattelandsbevolking een ernstige grief, gecombineerd met diepe onvrede over de wijze waarop de regenten en de landadel hun macht uitoefenden.

## Aanleiding
De oproeren werden vooral veroorzaakt door de hoge belastingtarieven die de pachters vroegen. De overheid in de Republiek haalde namelijk vaak niet zelf belasting op, maar verpachtte het innen ervan aan particulieren. Zo'n belastingpachter betaalde de overheid 
een van tevoren vastgesteld bedrag, en alles wat hij verder aan belasting inde, was voor hemzelf. Het pachtbedrag was vaak hoog, omdat verschillende pachters tegen elkaar op boden. Veel inwoners van de Republiek ergerden zich aan de relatief hoge belastingsommen die hierdoor op producten werden geheven.  De economische neergang na 1740, de Oostenrijkse Successieoorlog in combinatie met de stijgende belastingen leidde tot de eerste opstanden. Ook de ambtenverkoop was een grief.
Het oproer begon op 17 maart 1748 in Groningen. Directe aanleiding was wellicht de geboorte van Willem V op 8 maart 1748. Prinsgezinden bliezen de loftrompet, toch nog een mannelijke opvolger. De huizen van de landadel (grietmannen) en de belastingpachters werden aangevallen, vooral diegene die niet overtuigend genoeg hun Oranjegezindheid hadden laten blijken, zoals in Groningen de gehate jonker Evert Joost Lewe, die het ook bij de Boerenopstand van 1718 al moest ontgelden. De cherchershutten, opgesteld bij graanmolens, van waaruit transacties werden gecontroleerd, werden neergehaald of in brand gestoken. De beweging sloeg in mei/juni (met Pinksteren) over naar Bergum en Baarderadeel.
In Leeuwarden werden 72 points reformatoir opgesteld. Friese schippers brachten het nieuws naar Amsterdam. Bij het binnenvaren van het IJ weigerden zij de passagemeester het vereiste bedrag te betalen. Op 17 juni drong op de Botermarkt een menigte samen die zulk een dreigende taal uitsloeg dat de collecteurs van de boterimpost zich gedwongen zagen hun kantoor enige uren eerder dan normaal te sluiten. Het oproer breidde zich uit naar Haarlem en Leiden. Op 23 juni verbood de stadhouder ieder toneelstuk of kermis.

## Amsterdam
In Amsterdam brak het oproer op maandagochtend 24 juni op de Botermarkt, tegenwoordig Rembrandtplein, pas echt los. De straat werd opengebroken en er werd met stenen gegooid. Vervolgens liep het volk de huizen van de pachters af. Alles werd stukgeslagen, opengebroken en opgezopen. Kisten met geld en kostbaar porselein werden vanaf de brug in het water gegooid. Er zijn 36 huizen geplunderd. Er vielen drie doden en daarnaast gewonden.
De rellen duurden tot dinsdagavond. Op woensdagochtend werd alle pacht voor de periode van een halfjaar opgeschort. Op vrijdag 28 juni zouden er twee mannen en een vrouw, de visverkoopster, Marretje Arents, opgehangen worden vanuit het raam van de Waag op de Dam. Het volk begon te dringen om alles beter te kunnen zien. Plotseling werd er geschoten vanuit de Kalverstraat. Opnieuw vielen er doden. Veel mensen zochten een goed heenkomen en sprongen in het water van het Damrak. Braatbard vermoedde dat er tweehonderd man zijn vertrapt of verdronken.

## In populaire cultuur
Schrijver Thomas Rosenboom koos de Friese ongeregeldheden rond het Pachtersoproer als decor voor zijn roman Gewassen vlees. (Libris literatuurprijs 1995.)
Schrijfster Marja Visscher koos het Amsterdamse pachtersoproer voor haar roman "het meisje uit de Mandenmakerssteeg", waarin Leentje Arens de hoofdrol speelt. Zij is de (overigens fictieve) dochter van Marretje Arens AKA Mat van den Nieuwendijk AKA het Limoenwijf. ISBN 9789401913560